# 和銅遺跡

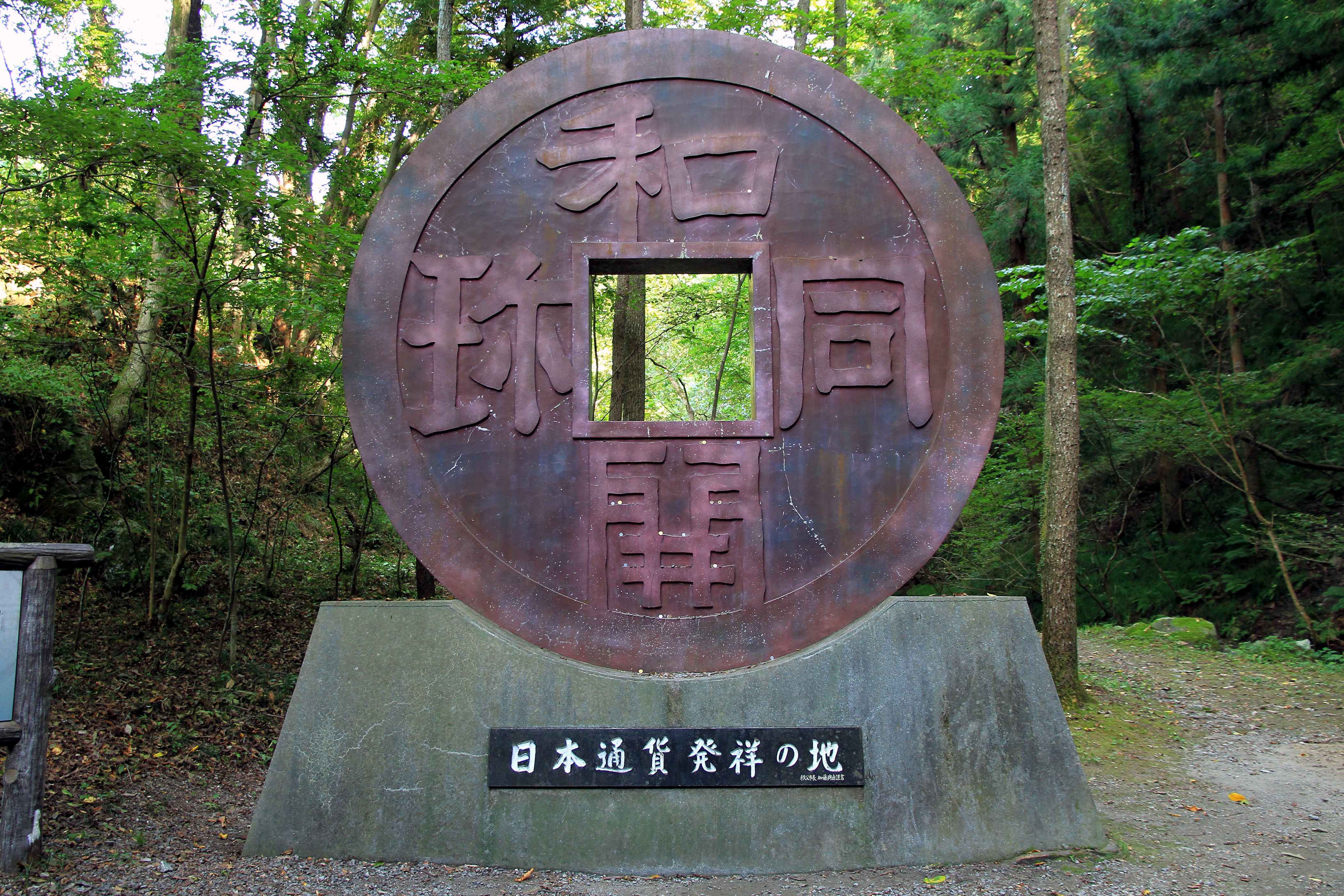
和同開珎大型モニュメント

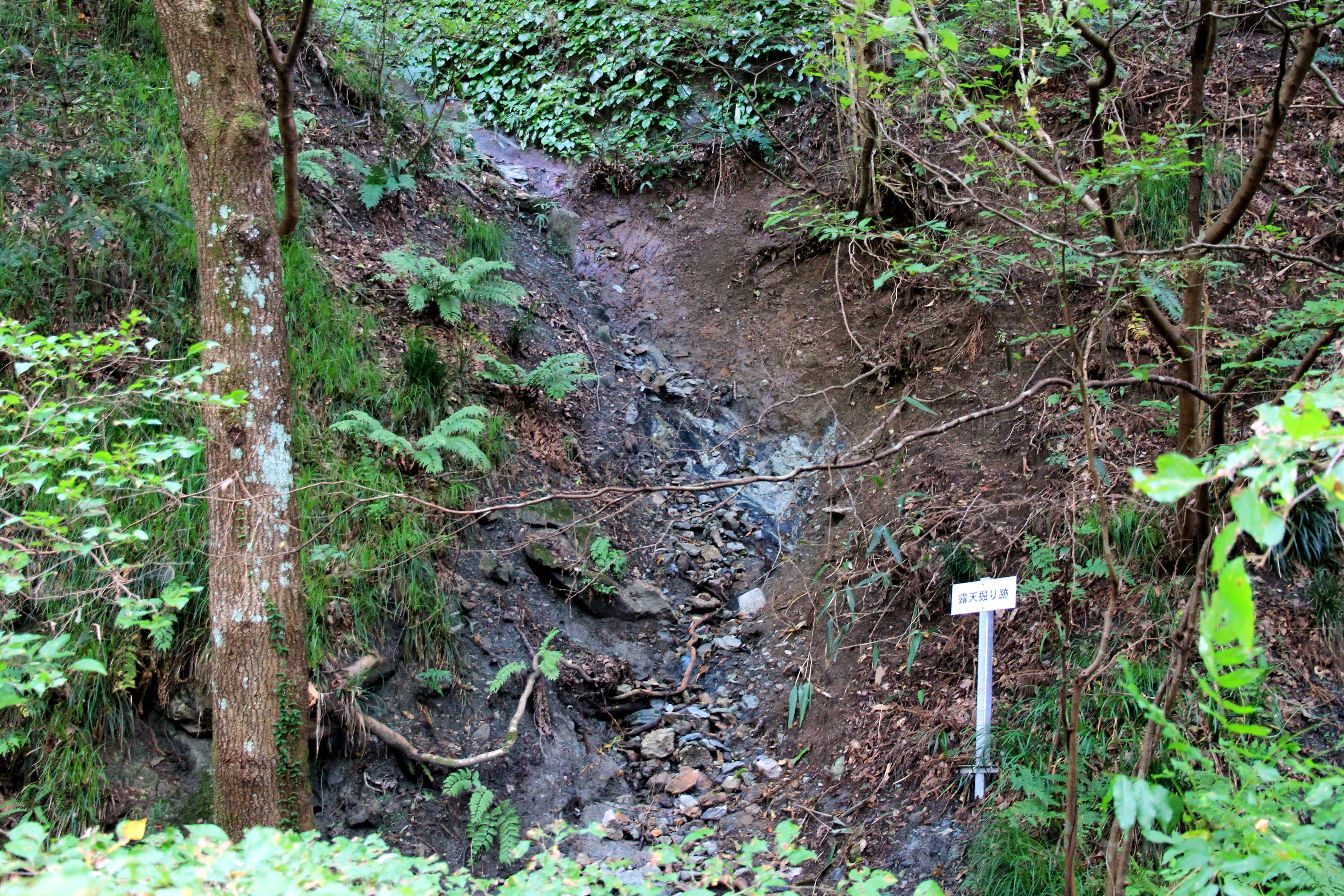
和同遺跡の露天掘り跡

和銅遺跡（わどういせき）、または和銅採掘遺跡（わどうさいくついせき）は、埼玉県秩父市黒谷に所在する、銅の採掘露天掘跡を中心とする遺跡。「和銅採掘遺跡」の名称で埼玉県指定旧跡に指定されている。

## 概要
飛鳥時代末の元明天皇の時代に武蔵国秩父郡（現：埼玉県秩父市）から自然銅（ニギアカガネ）が発見され、708年（慶雲5年）正月11日に朝廷に献上された。これを大いに喜んだ元明天皇は、同日に元号を「和銅」に改元し、その後日本最初の流通通貨となる和同開珎を発行した。当地には、銅の産出や献上・鋳造・運搬などにちなむとされている地名や言い伝えが多く残されている。

## 文化財
古代に銅が採掘された場所は、秩父地域の広範囲にわたると考えられているが、秩父市黒谷1918番地（和銅山）の露天掘跡は最初の銅発見地と伝えられ、1922年（大正11年）に埼玉県指定史跡、1961年（昭和36年）9月1日には埼玉県指定旧跡となった。2000年（平成12年）5月5日には、埼玉新聞社の「21世紀に残したい・埼玉ふるさと自慢100選」に選出された。和銅採掘露天掘跡の近くには、和同開珎を模した巨大モニュメントが建てられている。
また、和銅山南方の「金山」には、中世～近世にかけて銅を採掘したと見られる鉱洞と製錬所跡があり、「黒谷銅製錬所阯」の名称で秩父市指定史跡に指定されている。
- 埼玉県指定旧跡「和銅採掘遺跡」-秩父市黒谷1918番地。1961年（昭和36年）9月1日指定（和銅採掘露天掘跡）。
- 秩父市指定史跡「黒谷銅製錬所阯」-秩父市黒谷1667番地。1956年（昭和31年）3月25日指定。

## 交通
和銅採掘遺跡への最寄り駅は、秩父鉄道秩父本線の和銅黒谷駅である。駅から徒歩約5分で聖神社へ、神社から徒歩約15分で和銅採掘露天掘跡へ行くことができる。